# إل. بيرس وليامز
إل. بيرس وليامز (بالإنجليزية: L. Pearce Williams)‏ هو مؤرخ علوم ومؤرخ أمريكي، ولد في 8 سبتمبر 1927، وتوفي في 7 فبراير 2015.